# Дивни губитници
Дивни губитници је роман из 1966. године канадског књижевника, композитора и певача Ленарда Коена.
Смештен у канадској провинцији Квебек, прича о светици Мохавк из 17. века, Катери Текаквита, испреплетена је љубавним троуглом између неименованог англофоног канадског фолклористе; његове супруге Едит, која је извршила самоубиство; и његовог најбољег пријатеља, мистичног Ф-а, члана парламента и вођа сепаратистичког покрета у Квебеку. Сложени роман користи широк спектар књижевних техника и богатство алузија, слика и симболике. Препуна је мистицизма, радикализма, сексуалности и узимања дроге која је симболична за еру 1960-их и позната је по својим језичким, техничким и сексуалним ексцесима.
Коен је написао роман у два осмомесечна маха док је живео на грчком острву Хидра 1964. и 1965. Коен је и конзумирао амфетамине да би своју креативност усмерио на роман. Упркос раскошном представљању, продаја је била разочаравајућа, а критичари у почетку нису били емпатични или непријатељски расположени. Књига је добила критичку и комерцијалну пажњу тек након што је Коен одустао од писања романа и окренуо се писању песама и извођењу на којима данас почива његова слава. На роман се почело гледати као на оне које су унеле постмодернизам у канадску књижевност. Постао је класик и сматра се делом канадског књижевног канона.
Роман одражава цајтгајст 1960-их. Док је његова проза једноставна, сама књига је тешка и густа у сликама и симболима. Подељена је на три „књиге“, од којих свака има различитог наратора: историчар (коју критичари називају „ја“) је приповедач прве књиге, „Историја свих њих“, која је најдужа књига; "Дуго писмо Ф." чини другу књигу, писмо Ф. наратору прве књиге; а трећу књигу приповеда неименовано треће лице, и зове се „Дивни губитници: Епилог у трећем лицу“.

## Радња романа
У средишту романа су људи у љубавном троулу, уједињени својим опсесијама и фасцинацијом Светом Катери Текаквитом. Троугао је састављен од неименованог приповедача, ауторитета нестајалог А———— племена; његове супруге Едит, једна од последњих преживелих чланова племена; и њихов манијакални и доминантни пријатељ, "Ф.", који може постојати, али и не мора.
Прва књига почиње неименованим англофонским канадским приповедачем који пита „Ко си ти, Катери Текаквита?“ Нараторова жена се крије у рупи изнад лифта, намеравајући да је њен муж убије када дође кући. Међутим, њен план је донекле погрешан— уместо тога, достављач је тај који се фатално креће лифтом. Наратор и Ф. се међусобно теше у кревету због Едитине смрти.
Наратор и Ф. присуствују демонстрацији у монтреалском парку, где се И. толико заокупља националистичким Квебеком да се придружује себи, вичући: „Јебеш Енглезе!“
Наратор бежи у кућицу на дрвету, Ф. га је изоставио у тестаменту.
Друга књига састоји се од писма које је саставио Ф., а требало би да га пет година након његове смрти прочита наратор прве књиге. Као такав, хронолошки се дешава пре прве књиге.
Ф. бежи из азила у коме се налази и креће у кућицу на дрвету коју ће оставити за наратора прве књиге. О Ф. у лудници брине медицинска сестра Мери Вулнд, из А———— као и Едит. Писмо је написано у сали за радну терапију болнице.
Трећа књига се отвара нечијом фигуром у кућици на дрвету, са изгорелим прстима попут наратора из прве књиге, али и без палца, као што је Ф. урадио након што је дигао у ваздух статуу краљице Викторије. Прогања се као одбегли затвореник и терориста. Вози га плавокоса жена у мокасинама, која себе назива Исис, на грчком.

### Ликови
- "Ја."

Неименовани приповедач прве књиге је антрополошки научник специјализован за „А———с“, племе Првих народа чију „кратку историју карактерише непрекидни пораз“. Иако неименован, неколико критичара је назвало овог приповедача „ја“.
- "Ф."

Збуњујући мистични „најбољи пријатељ“ приповедача. "Ја." описује њихов однос као однос ученика и наставника, при чему се Ф. представља као да има такве интелектуалне и духовне капацитете који су му омогућили да развије свеобухватни „систем“, иако измиче „ја“. и читаоца. Његове изјаве изгледају дубоке и истините, са тежином аксиома. Ф. воли да цитира Ничеа, и као што је Ничеа избезумио сифилис. Он свесно игра улогу учитеља „ја“.
- Едит

Удата за приповедача, Едит је чланица умирућег „А————“ племена које њен муж проучава.
- Катери Текаквита

Катери је била хришћанска обраћеница из 17. века. Одгајају је "љубазни ујак" и "окрутне тетке" након смрти њених родитеља када је имала четири године. Тетке покушавају да јој набаве мужа, али н је прво одбије; касније она бежи од њега. Када се врати, злостављају је тетке. Она са великом ревношћу прелази на побожно самоумртвљивање – до те мере да језуитски свештеници сматрају да морају да је обуздају. Након њене смрти у доби од 24 године, њена кожа постаје бела. У целом делу је повезана са Едит, Девицом Маријом и Изидом. У време када је књига написана, Црква ју је прогласила блаженом и била је позната као блажена Катери Текаквита. Године 2012. проглашена је за светицу.

## Теме
Секс игра главну улогу у роману, иако су сцене секса обично оралне или мастурбаторске. Хомосексуалност и бисексуалност су истакнути.
Французи сматрају да су домороци расељени, док Енглези истискују Французе, а сами су потлачени од стране Американаца. Енглези и Французи у Канади се виде и као тлачитељи и потлачени, што повезује Ф. и приповедача. Према Ф., Квебечани су у стању да се окупе под својим осећањем угњетавања од стране англофоних, али англофона Канада није у стању да окупи национални идентитет да би се разликовала од Американаца.
Њих двојица су одгајани у језуитском сиротишту у Монтреалу. Меланхолик приповедач се поистовећује са жртвама и губитницима, као што је племе „А————“ за чије се име каже да значи само име. „леш на језику свих суседних племена“. Док Ф. покушава да игнорише или превазиђе своју „губитничку”-ност, он се афирмише бацајући се на курс бодибилдинга. Он потврђује своју културу тако што постаје лидер у сепаратистичком покрету у Квебеку.

## Позадина романа
Коен је објавио низ књига поезије од појављивања књиге поезије Хајде да упоредимо митологије 1956. и један роман, Омиљена игра (1963). Живео је на грчком острву Хидра почетком и средином 1960-их, и тамо је написао Омиљену игру и књигу поезије Цвеће за Хитлера. 
Коен је желео да напише „литургију, велику исповедну беседу, веома сумануту, али користећи све технике модерног романа... порнографску напетост, хумор и конвенционалну заверу“.
Коен је већину романа написао током два концентрисана осмомесечна периода 1964. и 1965. Писао је користећи писаћу машину у кући на острву док је слушао преносиви грамофон, на којем је слушао своју омиљену плочу Реја Чарлса. У почетку је водио само три странице дневно, а понекад је писао само један сат дневно. Када је роман почео да се обликује, радио је и до петнаест сати дневно, уз помоћ амфетамина. Касније је тврдио да је употреба амфетамина била грешка "за депресивне људе", јер је силазак са тога био посебно тежак. Рекао је да је било потребно „десет година да се потпуно опорави“.
Први период писања прекинут је када се Коен вратио у Канаду у октобру 1964. да би добио награду за књигу Омиљена игра, након чега је уследила турнеја читања. Један резултат турнеје био је филм Даме и господо... Господин Леонард Коен, објављен 1965. године од стране Националног филмског одбора Канаде. Међутим, турнеја је огорчила Коена, јер се жалио на новац и недостатак излагања за свој први роман. Открио је да је растрган по питању одвајања Квебека које је настало како се Тиха револуција захуктала. Франкофонска заједница Монтреала се истицала против англофоне елите. Фронт за ослобођење Квебека је почео да напада англофоне 1963. године, а статуа краљице Викторије уништена је бомбом 12. јула. Ова политичка превирања пронашла су свој пут у Коеновом раду када се вратио у Хидру.
Коен је практиковао пост током састављања романа, верујући да је то помогло да се фокусира његова креативност и духовност. Након његовог завршетка, Коену је позлило, колабирао је од сунчанице и конзумирања амфетамина. Имао је халуцинације и спао је на 116 фунти након што је десет дана био без хране.
Коен је 1966. објавио још једну књигу поезије, Паразити неба али је тада постало јасно да неће моћи да зарађује за живот као писац. Фокус је пребацио на музику, посебно након што се заинтересовао за Боба Дилана 1966. Те године је одлучио да се озбиљно посвети певачкој каријери. 

## Историја публиковања
У марту 1965. Коен је рекао Џеку Меклеланду, председнику канадске издавачке куће да ће завршити роман за месец дана. Навео је да би био успех ако би побегао цензорима, и тражио аванс, јер му је потребан новац. Када га је завршио три недеље касније, изјавио је да је „написао Бхагавадгиту из 1965. године“. Тврдио је да је смислио како да „напише роман за три недеље“, а да ће успети да уради још четири 1965. године.
Коен је размишљао о бројним насловима за књигу. На два различита нацрта били су наслови Дивни губитници/Лечење света/Поп роман/Пластична брезина кора, а белешке и писма показују да он наводи многе друге могуће наслове. Издавач је тешку књигу провео кроз осам читања пре него што је одлучио да је објави. Коен је одговорио на прихватање књиге пародичним писмом од шест страница у којем се предвиђа одговор увређених канадских критичара. Као услов за објављивање књиге, Коен је инсистирао на томе да има контролу над корицом и копијом, како би избегао разочарење које је имао објављивањем Цвећа за Хитлера. 
Објављивање је било донекле компликовано када је Коен изгубио копију оригиналног рукописа на ветру. Могао је да настави са ревизијама након што му је његов њујоршки агент послао још једну копију. Наруџбине пре објављивања од 3.100 примерака биле су више од очекиваног. 
Прву штампу је штампала издавачка кућа Viking, а увезали су је McClelland & Stewart. Садржао је типографске додатке који нису укључени у будућа издања, као што су наслови стрипова, реклама за бодибилдера Чарлса Атласа, радио транскрипт Гевина и богиња и грчко-енглески зборник израза.
Дистрибуција је била ограничена, а издавачи Simpson's и W. H. Smith су одбили да пренесу књигу, упркос Меклеландовим уверавањима да „већина људи заинтересованих за порнографију неће почети да разуме ни Коенову сврху ни његово достигнуће“. Покривена цена од 6,50 долара такође је умањила продају. Коен је сматрао да је то превисоко, али Меклеланд је објаснио да је неопходно надокнадити трошкове објављивања и опсежну промоцију. Оптужио је Коена да "није вољан да се [себе] избаци" на путу промоције и позвао га да ради више телевизијских и радијских интервјуа.

## Критика
Почетна продаја је била лоша. Продавао се боље у САД него у Канади, али није имао значајну продају све док Коен није постигао успех као певач и текстописац. Роман је привукао пажњу критичара, и наишао је на много контроверзи. Критичар Роберт Фулфорд назвао је роман „најодвратнијом књигом икада написаном у Канади“, док је такође навео да је то „важан неуспех. У исто време је вероватно најзанимљивија канадска књига године“. Он је неколико дана касније известио да књижара у Торонту није успела да прода ниједан од двадесет пет примерака које је имала осам дана након објављивања.
Критичари су били мање шокирани рушењем табуа него шира јавност. Уместо тога, приговарали су комплексности алузије и репрезентације романа, као и захтевима које он поставља пред читаоца због своје неповезаности и неодређености. Биће потребна још једна генерација постмодерне канадске књижевности пре него што би Дивни губитници прекршили канон.
Канадска радиодифузна корпорација је 1966. године Дивни губитници назвао „једном од најрадикалнијих и најнеобичнијих дела фантастике икада објављених у Канади“, и цитирао критичара из The Boston Globe који је позитивно упоредио дело са фикцијом Џејмса Џојса. Међутим, они су цитирали и претходно поменуту негативну рецензију критичара Роберта Фулфорда.
Године 1967. Дезмонд Пејси је назвао роман „најзамршенијим, најученијим и најфасцинантнијим канадским романом икада написаним“. У својој монографији о Коену из 1970. Мајкл Ондатже назвао ју је „најживописнијим, најфасцинантнијим и најхрабријим модерним романом“ који је прочитао.
Дивни губитници су преведени на једанаест језика до 1990. године, а продаја оба Коенова романа премашила је милион примерака; Роман је премашио продају од три милиона до 2007. године.

## Наслеђе
Дивни губитници је ушао у канон канадске књижевности и приписана му је велика заслуга за увођење постмодерне књижевности у канадску фикцију.
Песма која почиње „Бог је жив. Магија је у току“ која се налази у роману аранжирана је као песма од стране Бафи Сент-Мари и први пут снимљена на њеном албуму ILLUMINATIONS из 1969. и албуму Up Where We Belong из 1996. године.
Роман је био инспирација за песму Let's Be Other People енглеског бенда The Wonder Stuff.
Одломак из књиге појављује се у The Young Ones (ТВ серија). 